# Planeta Nove
O Planeta Nove é um planeta hipotético na região externa do Sistema Solar. Seus efeitos gravitacionais poderiam explicar o improvável agrupamento de órbitas para um grupo de objetos transnetuniano extremos (ETNO), corpos além de Netuno que orbitam o Sol a distâncias médias mais de 250 vezes maiores que a da Terra. Esses ETNO tendem a se aproximar mais do Sol em um setor, e suas órbitas são inclinadas de forma semelhante. Esses alinhamentos sugerem que um planeta desconhecido pode estar pastoreando as órbitas dos objetos mais distantes conhecidos do Sistema Solar. No entanto, alguns astrônomos questionam a ideia de que o planeta hipotético exista e, em vez disso, afirmam que o agrupamento das órbitas dos ETNO se deve a vieses de observação, decorrentes da dificuldade de descobrir e rastrear esses objetos durante grande parte do ano.
Com base em considerações anteriores, este planeta hipotético do tamanho de uma super-Terra teria uma massa prevista de cinco a dez vezes a da Terra e uma órbita alongada 400 a 800 vezes mais longe do Sol do que a Terra. A estimativa da órbita foi refinada em 2021, resultando em um semieixo maior um pouco menor de 380+140
−80 UA. Konstantin Batygin e Michael E. Brown sugeriram que o Planeta Nove poderia ser o núcleo de um planeta gigante que foi ejetado de sua órbita original por Júpiter durante a gênese do Sistema Solar. Outros propuseram que o planeta foi capturado de outra estrela, já foi um planeta órfão, ou que se formou em uma órbita distante e foi puxado para uma órbita excêntrica por uma estrela que passava.
Em agosto de 2021, nenhuma observação do Planeta Nove foi anunciada. Embora os levantamentos do céu como o Wide-field Infrared Survey Explorer (WISE) e o Pan-STARRS não tenham detectado o Planeta Nove, eles não descartaram a existência de um objeto com o diâmetro de Netuno no Sistema Solar exterior. A capacidade dessas pesquisas anteriores do céu de detectar o Planeta Nove dependia de sua localização e características. Pesquisas adicionais das regiões restantes estão em andamento usando o NEOWISE e o telescópio Subaru de 8 metros. A menos que o Planeta Nove seja observado, sua existência é puramente conjectural. Várias hipóteses alternativas foram propostas para explicar o agrupamento observado de objetos transnetunianos (TNO).

## História
Após a descoberta de Netuno em 1846, houve considerável especulação de que outro planeta poderia existir além de sua órbita. A mais conhecida dessas teorias previa a existência de um planeta distante que influenciava as órbitas de Urano e Netuno. Após extensos cálculos, Percival Lowell previu a possível órbita e localização do hipotético planeta transnetuniano e iniciou uma extensa pesquisa por ele em 1906. Ele chamou o objeto hipotético de Planeta X, um nome anteriormente usado por Gabriel Dallet. Clyde Tombaugh continuou a busca de Lowell e em 1930 descobriu Plutão, mas logo se determinou que era muito pequeno para se qualificar como o Planeta X de Lowell. Após a passagem da Voyager 2 por Netuno em 1989, a diferença entre a órbita prevista e observada de Urano foi determinada como sendo devido ao uso de uma massa de Netuno previamente imprecisa.
As tentativas de detectar planetas além de Netuno por meios indiretos, como perturbação orbital, datam de antes da descoberta de Plutão. Entre os primeiros estava George Forbes, que postulou a existência de dois planetas transnetunianos em 1880. Teríamos uma distância média do Sol, ou semieixo maior, de 100 unidades astronômicas (UA), 100 vezes a da Terra. O segundo teria um semieixo maior de 300 UA. Seu trabalho é considerado semelhante às teorias mais recentes do Planeta Nove em que os planetas seriam responsáveis por um agrupamento das órbitas de vários objetos, neste caso o agrupamento de distâncias afélio de cometas periódicos perto de 100 e 300 UA. Isso é semelhante a como as distâncias do afélio dos cometas da família de Júpiter se agrupam perto de sua órbita.
A descoberta da órbita peculiar de 90377 Sedna em 2004 levou à especulação de que ele havia encontrado um corpo massivo diferente de um dos planetas conhecidos. A órbita de 90377 Sedna é descolada, com uma distância de periélio de 76 UA que é muito grande para ser devido a interações gravitacionais com Netuno. Vários autores propuseram que 90377 Sedna entrou nesta órbita depois de encontrar um corpo massivo, como um planeta desconhecido em uma órbita distante, um membro do aglomerado aberto que se formou com o Sol ou outra estrela que mais tarde passou perto do Sistema Solar. O anúncio em março de 2014 da descoberta de um segundo sednoide com uma distância do periélio de 80 UA, 2012 VP113, em uma órbita semelhante levou a novas especulações de que uma super-Terra desconhecida permaneceu no distante Sistema Solar.
Em uma conferência em 2012, Rodney Gomes propôs que um planeta não detectado fosse responsável pelas órbitas de alguns objetos transnetuniano extremos (ETNO) com órbitas destacadas e o grande semieixo maior Centauro, pequenos corpos do Sistema Solar que cruzam as órbitas dos planetas gigantes. O planeta com a massa de Netuno proposto estaria em uma órbita distante (1.500 UA), excêntrica (excentricidade 0.4) e inclinada (inclinação 40°). Como o Planeta Nove, ele faria com que os periélios de objetos com semieixos maiores maiores que 300 UA oscilassem, levando alguns para órbitas que cruzam planetas e outros para órbitas destacadas como a de 90377 Sedna. Artigo de Gomes, Soares e Brasser foi publicado em 2015, detalhando seus argumentos.
Em 2014, os astrônomos Chad Trujillo e Scott S. Sheppard observaram as semelhanças nas órbitas de 90377 Sedna e 2012 VP113 e vários outros ETNO. Eles propuseram que um planeta desconhecido em uma órbita circular entre 200 e 300 UA estava perturbando suas órbitas. Mais tarde naquele ano, Raúl e Carlos de la Fuente Marcos argumentaram que dois planetas massivos em ressonância orbital eram necessários para produzir as semelhanças de tantas órbitas, 13 conhecidas na época. Usando uma amostra maior de 39 ETNO, eles estimaram que o planeta mais próximo tinha um semieixo maior na faixa de 300 a 400 UA, uma excentricidade relativamente baixa e uma inclinação de quase 14°.

## Hipótese de Batygin e Brown

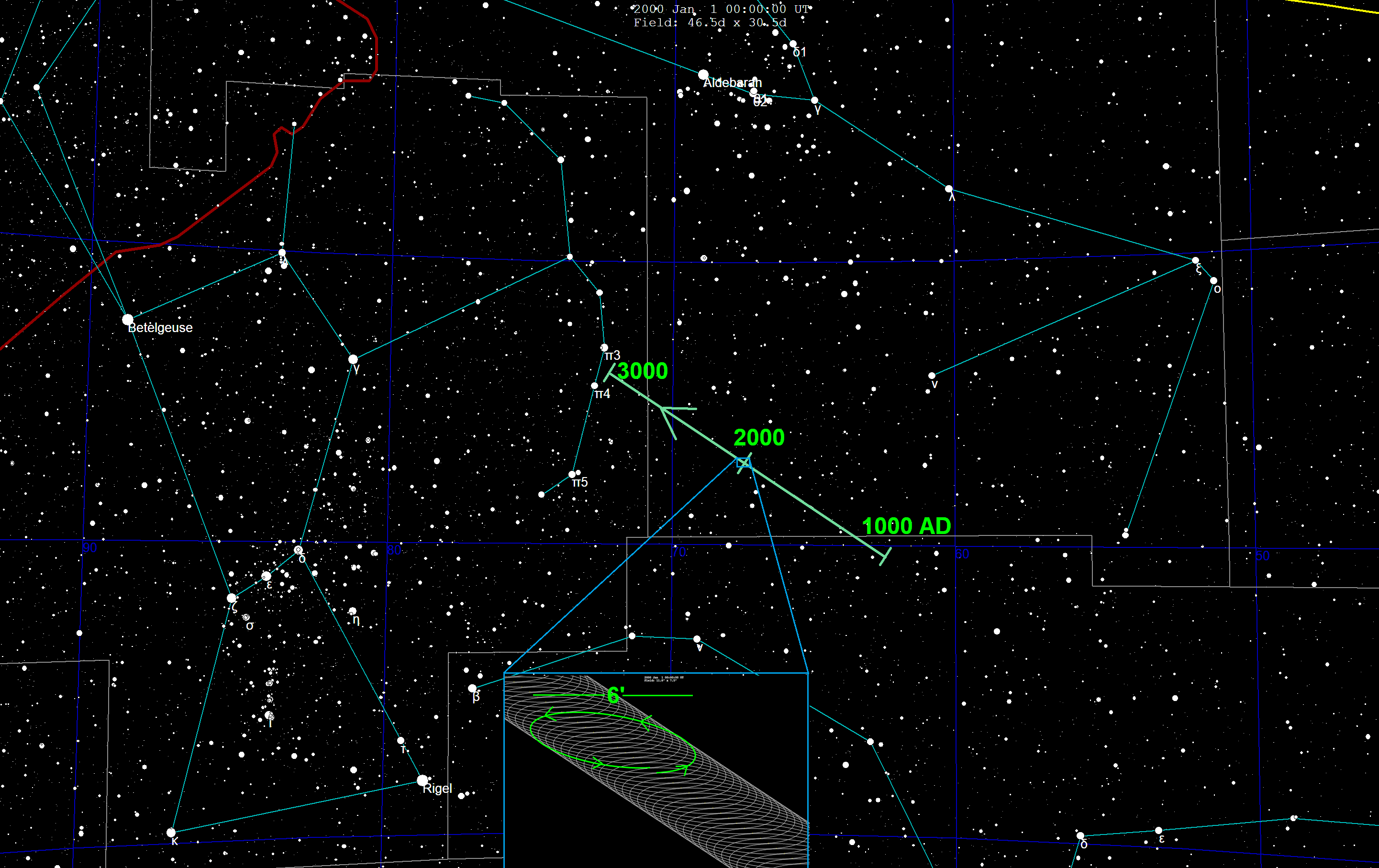
Um caminho hipotético através do céu do Planeta Nove próximo ao afélio cruzando Orion de oeste para leste com cerca de 2.000 anos de movimento. É derivado daquele empregado na concepção artística do blog de Brown.

No início de 2016, Konstantin Batygin e Michael E. Brown do Instituto de Tecnologia da Califórnia descreveram como as órbitas semelhantes de seis objetos transnetuniano extremos (ETNO) poderiam ser explicadas pelo Planeta Nove e propuseram uma possível órbita para o planeta. Esta hipótese também poderia explicar ETNO com órbitas perpendiculares aos planetas internos e outros com inclinações extremas, e foi oferecida como uma explicação da inclinação do eixo do Sol.

### Órbita
A hipótese do Planeta Nove é seguir uma órbita elíptica ao redor do Sol com uma excentricidade de 0.2 a 0.5. O semieixo maior do planeta é estimado em 400 a 800 UA, aproximadamente 13 a 26 vezes a distância de Netuno ao Sol. O planeta levaria entre 10.000 e 20.000 anos para fazer uma órbita completa ao redor do Sol. Sua inclinação para a eclíptica, o plano da órbita da Terra, é projetada em 15° to 25°. O afélio, ou ponto mais distante do Sol, estaria na direção geral da constelação de Taurus, enquanto o periélio, o ponto mais próximo do Sol, estaria na direção geral das áreas ao sul de Serpens (Caput), Ophiuchus e Libra. Michael E. Brown acha que se for confirmada a existência do Planeta Nove, uma sonda poderá alcançá-lo em menos de 20 anos usando uma trajetória de estilingue motorizado ao redor do Sol.

### Massa e raio
Estima-se que o planeta tenha 5 a 10 vezes a massa da Terra e um raio de 2 a 4 vezes o da Terra. Michael E. Brown pensa que se o Planeta Nove existe, sua massa é suficiente para limpar sua órbita de grandes corpos em 4.5 bilhões de anos, a idade do Sistema Solar, e que sua gravidade domina a borda externa do Sistema Solar, o que é suficiente para torná-lo um planeta pelas definições atuais. O astrônomo Jean-Luc Margot também afirmou que o Planeta Nove satisfaz seus critérios e se qualificaria como um planeta se e quando fosse detectado.

### Origem
Várias origens possíveis para o Planeta Nove foram examinadas, incluindo sua ejeção da vizinhança dos planetas gigantes conhecidos, captura de outra estrela e formação in situ. Em seu artigo inicial, Konstantin Batygin e Michael E. Brown propuseram que o Planeta Nove se formou mais perto do Sol e foi ejetado para uma órbita excêntrica distante após um encontro próximo com Júpiter ou Saturno durante a época nebular. A gravidade de uma estrela próxima, ou arrasto dos restos gasosos da nebulosa Solar, então reduziu a excentricidade de sua órbita. Isso elevou seu periélio, deixando-o em uma órbita muito ampla, mas estável, além da influência dos outros planetas. A probabilidade de isso ocorrer foi estimada em alguns %. Se não tivesse sido arremessado para os confins do Sistema Solar, o Planeta Nove poderia ter agregado mais massa do disco protoplanetário e se desenvolvido no núcleo de um gigante gasoso. Em vez disso, seu crescimento foi interrompido precocemente, deixando-o com uma massa menor do que Urano ou Netuno.
O atrito dinâmico de um enorme cinturão de planetesimais também pode permitir a captura do Planeta Nove em uma órbita estável. Modelos recentes propõem que um disco de massa terrestre de 60-130 planetesimais poderia ter se formado quando o gás foi removido das partes externas do disco protoplanetário. Conforme o Planeta Nove passasse por este disco, sua gravidade alteraria os caminhos dos objetos individuais de uma maneira que reduzia a velocidade do Planeta Nove em relação a ele. Isso diminuiria a excentricidade do Planeta Nove e estabilizaria sua órbita. Se este disco tivesse uma borda interna distante, 100-200 UA, um planeta encontrando Netuno teria 20% de chance de ser capturado em uma órbita semelhante à proposta para o Planeta Nove, com o agrupamento observado mais provável se a borda interna estiver em 200 UA. Ao contrário da nebulosa de gás, é provável que o disco planetesimal tenha uma vida longa, potencialmente permitindo uma captura posterior.
O Planeta Nove poderia ter sido capturado de fora do Sistema Solar durante um encontro próximo entre o Sol e outra estrela. Se um planeta estivesse em uma órbita distante em torno desta estrela, as interações de três corpos durante o encontro poderiam alterar o caminho do planeta, deixando-o em uma órbita estável ao redor do Sol. Um planeta originado em um sistema sem planetas com a massa de Júpiter poderia permanecer em uma órbita excêntrica distante por mais tempo, aumentando suas chances de captura. A gama mais ampla de órbitas possíveis reduziria as chances de sua captura em uma órbita de inclinação relativamente baixa para 1 a 2 %. Amir Siraj e Avi Loeb descobriram que as chances de o Sol capturar o Planeta Nove aumentam em um fator de 20 se o Sol já teve um companheiro binário distante e de massa igual. Este processo também pode ocorrer com planetas órfãos, mas a probabilidade de sua captura é muito menor, com apenas 0.05 a 0.10% sendo capturados em órbitas semelhantes às propostas para o Planeta Nove.
Um encontro com outra estrela também pode alterar a órbita de um planeta distante, mudando de uma órbita circular para uma excêntrica. A formação in situ de um planeta a esta distância exigiria um disco muito massivo e extenso, ou a deriva de sólidos em um disco dissipador formando um anel estreito a partir do qual o planeta se agregou ao longo de um bilhão de anos. Se um planeta se formou a uma distância tão grande enquanto o Sol estava em seu aglomerado original, a probabilidade de ele permanecer ligado ao Sol em uma órbita altamente excêntrica é de aproximadamente 10%. Um disco estendido teria sido sujeito a interrupção gravitacional pela passagem de estrelas e pela perda de massa devido à fotoevaporação, enquanto o Sol permaneceu no aglomerado aberto onde se formou, no entanto.

### Evidências
A influência gravitacional do Planeta Nove explicaria quatro peculiaridades do Sistema Solar:
- O agrupamento das órbitas dos objetos transnetuniano extremos (ETNO);
- O alto periélio de objetos como o 90377 Sedna que estão separados da influência de Netuno;
- As altas inclinações dos ETNO com órbitas aproximadamente perpendiculares às órbitas dos oito planetas conhecidos;
- Objetos transnetuniano de alta inclinação (TNO) com semieixo maior, menor que 100 UA.

O Planeta Nove foi inicialmente proposto para explicar o agrupamento de órbitas, por meio de um mecanismo que também explicaria os altos periélios de objetos como 90377 Sedna. A evolução de alguns desses objetos em órbitas perpendiculares foi inesperada, mas combinou com objetos observados anteriormente. As órbitas de alguns objetos com órbitas perpendiculares foram posteriormente descobertas para evoluir em direção a eixos semimaiores, menores quando os outros planetas foram incluídos nas simulações. Embora outros mecanismos tenham sido oferecidos para muitas dessas peculiaridades, a influência gravitacional do Planeta Nove é a única que explica todos os quatro. A gravidade do Planeta Nove também aumentaria as inclinações de outros objetos que cruzam sua órbita, no entanto, o que poderia deixar os objetos de disco espalhados, corpos orbitando além de Netuno com semieixos maiores, maiores que 50 UA e cometas de curto período com uma distribuição de inclinação mais ampla do que a observada. Anteriormente, o Planeta Nove era considerado responsável pela inclinação de 6° do eixo do Sol em relação às órbitas dos planetas, mas atualizações recentes em sua órbita prevista e massa limitam esta mudança a ~1°.

#### Observações: Agrupamento orbital de objetos de alto periélio

Diagrama ilustrando a anomalia verdadeira, argumento do periastro, longitude do nó ascendente e inclinação de um corpo celeste

O agrupamento das órbitas dos objetos transnetunianos (TNO) com grandes eixos semimaiores foi descrito pela primeira vez por Chad Trujillo e Scott S. Sheppard, que notaram semelhanças entre as órbitas de 90377 Sedna e 2012 VP113. Sem a presença do Planeta Nove, essas órbitas deveriam ser distribuídas aleatoriamente, sem preferência por nenhuma direção. Após uma análise mais aprofundada, Trujillo e Sheppard observaram que os argumentos do periélio de 12 TNO com periélio maior que 30 UA e semieixos maiores, maiores que 150 UA foram agrupados perto de zero°, o que significa que eles sobem através da eclíptica quando estão mais próximos do Sol. Trujillo e Sheppard propuseram que este alinhamento foi causado por um enorme planeta desconhecido além de Netuno através do mecanismo de Kozai. Para objetos com eixos semimaiores semelhantes, o mecanismo de Kozai confinaria seus argumentos de periélio a cerca de 0° ou 180°. Este confinamento permite que objetos com órbitas excêntricas e inclinadas evitem aproximações próximas do planeta porque eles cruzariam o plano da órbita do planeta em seus pontos mais próximos e distantes do Sol, e cruzariam a órbita do planeta quando eles estivessem bem acima ou abaixo de sua órbita. A hipótese de Trujillo e Sheppard sobre como os objetos seriam alinhados pelo mecanismo de Kozai foi suplantada por análises e evidências adicionais.
Konstantin Batygin e Michael E. Brown, procurando refutar o mecanismo proposto por Trujillo e Sheppard, também examinaram as órbitas dos TNO com grandes semieixos maiores. Depois de eliminar os objetos na análise original de Trujillo e Sheppard que eram instáveis devido a aproximações de Netuno ou foram afetados pelas ressonâncias de movimento médio de Netuno, Batygin e Brown determinaram que os argumentos do periélio para os seis objetos restantes (90377 Sedna, 2012 VP113, 2004 VN112, 2010 GB174, 2000 CR105 e 2010 VZ98) foram agrupados em torno de 318°±8°. Este achado não concorda com como o mecanismo de Kozai tenderia a alinhar as órbitas com os argumentos do periélio em 0° ou 180°.

Correlações orbitais entre seis objetos transneptunianos distantes levaram à hipótese (Veja Órbitas do quadro final)

Batygin e Brown também descobriram que as órbitas dos seis objetos transnetuniano extremos (ETNO) com semieixo maior, maiores que 250 UA e periélios além de 30 UA (90377 Sedna, 2012 VP113, 2004 VN112, 2010 GB174, 2007 TG422 e 2013 RF98) foram alinhadas no espaço com seus periélios aproximadamente na mesma direção, resultando em um agrupamento de suas longitudes do periélio, o local onde se aproximam mais do Sol. As órbitas dos seis objetos também foram inclinadas em relação à eclíptica e aproximadamente coplanar, produzindo um agrupamento de suas longitudes do nó ascendente, as direções em que cada um deles sobe através da eclíptica. Eles determinaram que havia apenas 0.007% de probabilidade de que essa combinação de alinhamentos fosse devido ao acaso. Esses seis objetos foram descobertos por seis pesquisas diferentes em seis telescópios diferentes. Isso tornou menos provável que o agrupamento pudesse ser devido a um viés de observação, como apontar um telescópio para uma parte específica do céu. O agrupamento observado deve ser difundido em algumas centenas de milhões de anos devido às localizações dos periélios e dos nós ascendentes mudando, ou precessão, em taxas diferentes devido aos seus vários eixos semimaiores e excentricidades. Isso indica que o agrupamento não pode ser devido a um evento no passado distante, por exemplo, uma estrela que passa, e é mais provavelmente mantido pelo campo gravitacional de um objeto orbitando o Sol.
Dois dos seis objetos (2013 RF98 e 2004 VN112) também têm órbitas e espectros muito semelhantes. Isso levou à sugestão de que eles eram um objeto binário interrompido próximo ao afélio durante um encontro com um objeto distante. A interrupção de um binário exigiria um encontro relativamente próximo, o que se torna menos provável em grandes distâncias do Sol.
Em um artigo posterior, Trujillo e Sheppard notaram uma correlação entre a longitude do periélio e o argumento do periélio dos TNO com semieixos maiores, maiores que 150 UA. Aqueles com longitude de periélio de 0° a 120° têm argumentos de periélio entre 280° e 360°, e aqueles com longitude de periélio entre 180° e 340° têm argumentos de periélio entre 0° e 40°. A significância estatística dessa correlação foi de 99.99%. Eles sugeriram que a correlação se deve às órbitas desses objetos, evitando aproximações de um planeta massivo passando acima ou abaixo de sua órbita.
Um artigo de 2017 de Carlos e Raúl de la Fuente Marcos observou que a distribuição das distâncias aos nós ascendentes dos ETNO, e dos centauros e cometas com grandes eixos semimaiores, pode ser bimodal. Eles sugerem que é devido aos ETNO evitarem aproximações de um planeta com um semieixo maior de 300 a 400 UA. Com mais dados (40 objetos), a distribuição de distâncias nodais mútuas dos ETNO mostra uma assimetria estatisticamente significativa entre as distâncias nodais ascendentes e descendentes mais curtas que podem não ser devido a viés de observação, mas talvez o resultado de perturbações externas.

#### Simulações: Agrupamento observado reproduzido
O agrupamento das órbitas de objetos transnetuniano extremos (ETNO) e a elevação de seus periélios são reproduzidos em simulações que incluem o Planeta Nove. Em simulações conduzidas por Konstantin Batygin e Michael E. Brown, enxames de objetos de disco espalhados com eixos-semi maiores de até 550 UA que começaram com orientações aleatórias foram esculpidos em grupos colineares e coplanares de órbitas espacialmente confinadas por um planeta distante massivo em uma órbita altamente excêntrica. Isso deixou a maioria dos periélios dos objetos apontados em direções semelhantes e as órbitas dos objetos com inclinações semelhantes. Muitos desses objetos entraram em órbitas de periélio alto como 90377 Sedna e, inesperadamente, alguns entraram em órbitas perpendiculares que Batygin e Brown mais tarde perceberam que haviam sido observadas anteriormente.
Em sua análise original, Batygin e Brown descobriram que a distribuição das órbitas dos primeiros seis ETNO foi melhor reproduzida em simulações usando um planeta com 10 massas terrestres na seguinte órbita:
- Semieixo maior a ≈ 700 UA (período orbital 7001.5 = 18.520 anos)
- Excentricidade e ≈ 0.6, (periélio ≈ 280 UA, afélio ≈ 1.120 UA)
- Inclinação i ≈ 30° para a eclíptica
- Longitude do nó ascendente Ω ≈ 100°[G]
- Argumento do periélio ω ≈ 140° e longitude do periélio ϖ = 240°[67]

Esses parâmetros para o Planeta Nove produzem diferentes efeitos simulados nos objetos transnetunianos (TNO). Objetos com semieixo maior, maiores que 250 UA são fortemente anti-alinhados com o Planeta Nove, com periélio oposto ao periélio do Planeta Nove. Objetos com semieixos maiores entre 150 UA e 250 UA estão fracamente alinhados com o Planeta Nove, com periélios na mesma direção que o periélio do Planeta Nove. Pouco efeito é encontrado em objetos com semieixos maiores menores que 150 UA. As simulações também revelaram que objetos com semieixo maior, maior que 250 UA poderiam ter órbitas estáveis e alinhadas se tivessem excentricidades menores. Esses objetos ainda não foram observados.
Outras órbitas possíveis para o Planeta Nove também foram examinadas, com semieixos maiores entre 400 UA e 1.500 UA, excentricitos de até 0.8 e uma ampla gama de inclinações. Essas órbitas produzem resultados variados. Batygin e Brown descobriram que as órbitas dos ETNO eram mais propensas a ter inclinações semelhantes se o Planeta Nove tivesse uma inclinação mais alta, mas o anti-alinhamento também diminuiu. Simulações de Becker et al. mostraram que suas órbitas eram mais estáveis se o Planeta Nove tivesse uma excentricidade menor, mas que o anti-alinhamento era mais provável em excentricidades maiores. Lawler et al. descobriram que a população capturada em ressonâncias orbitais com o Planeta Nove era menor se tivesse uma órbita circular e que menos objetos alcançavam órbitas de alta inclinação. Investigações de Cáceres et al. mostraram que as órbitas dos ETNO estavam melhor alinhadas se o Planeta Nove tivesse uma órbita de periélio inferior, mas seu periélio precisaria ser superior a 90 UA. Investigações posteriores de Batygin et al. descobriram que as órbitas de maior excentricidade reduziram as inclinações médias das órbitas ETNO. Embora existam muitas combinações possíveis de parâmetros orbitais e massas para o Planeta Nove, nenhuma das simulações alternativas foi melhor em prever o alinhamento observado dos ETNO originais. A descoberta de objetos distantes adicionais do Sistema Solar permitiria aos astrônomos fazer previsões mais precisas sobre a órbita do planeta hipotético. Isso também pode fornecer suporte adicional ou refutação da hipótese do Planeta Nove.
Simulações que incluíram a migração de planetas gigantes resultaram em um alinhamento mais fraco das órbitas dos ETNO. A direção do alinhamento também mudou, de mais alinhado para anti-alinhado com o aumento do semieixo maior, e de anti-alinhado para alinhado com o aumento da distância do periélio. O último resultaria nas órbitas dos sednoides sendo orientadas opostas à maioria dos outros ETNO.

#### Dinâmica: Como o Planeta Nove modifica as órbitas dos ETNO

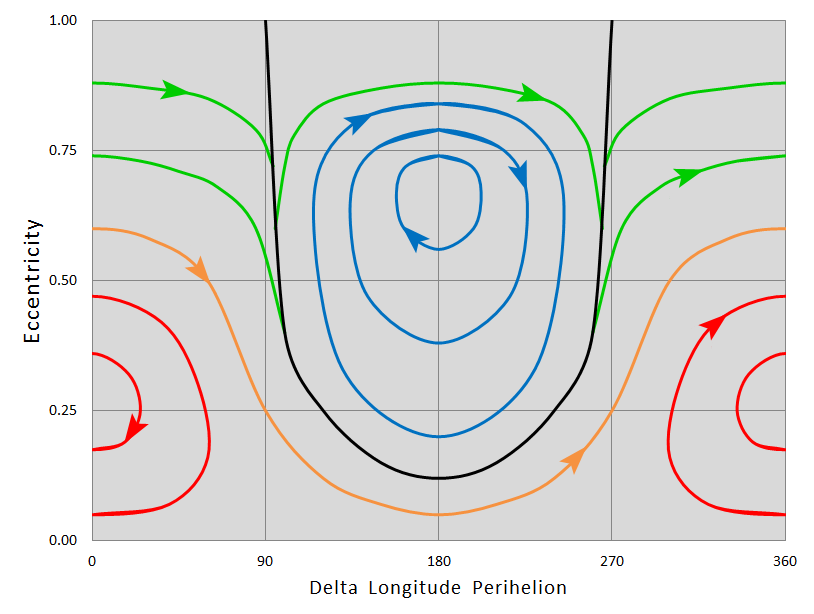
Evolução de longo prazo dos ETNO induzidos pelo Planeta Nove para objetos com semieixo maior de 250 UA. Azul: antialinhado, Vermelho: alinhado, Verde: metaestável, Laranja: circulante. Cruzando órbitas acima da linha preta (Note: Figuras semelhantes em artigos de Beust e Batygin e Morbidelli são gráficos do hamiltoniano, mostrando combinações de excentricidades orbitais e orientações que têm energia igual. Se não houver encontros próximos com o Planeta Nove, o que mudaria a energia da órbita, os elementos orbitais do objeto permanecem em uma dessas curvas conforme as órbitas evoluem.)

O Planeta Nove modifica as órbitas dos objetos transnetuniano extremos (ETNO) por meio de uma combinação de efeitos. Em escalas de tempo muito longas, o Planeta Nove exerce um torque nas órbitas dos ETNO que varia com o alinhamento de suas órbitas com o do Planeta Nove. As trocas de momento angular resultantes fazem com que os periélios aumentem, colocando-os em órbitas do tipo 90377 Sedna, e depois caiam, retornando-os às suas órbitas originais após várias centenas de milhões de anos. O movimento de suas direções de periélio também se inverte quando suas excentricidades são pequenas, mantendo os objetos anti-alinhados, veja as curvas azuis no diagrama, ou alinhadas, as curvas vermelhas. Em escalas de tempo mais curtas, as ressonâncias de movimento médio com o Planeta Nove fornecem proteção de fase, que estabiliza suas órbitas alterando ligeiramente os semieixo maior dos objetos, mantendo suas órbitas sincronizadas com as do Planeta Nove e evitando aproximações próximas. A gravidade de Netuno e de outros planetas gigantes, e a inclinação da órbita do Planeta Nove, enfraquecem essa proteção. Isso resulta em uma variação caótica de semieixos maiores à medida que os objetos saltam entre as ressonâncias, incluindo ressonâncias de alta ordem, como 27:17, em escalas de tempo de milhões de anos. As ressonâncias de movimento médio podem não ser necessárias para a sobrevivência dos ETNO se eles e o Planeta Nove estiverem em órbitas inclinadas. Os pólos orbitais dos objetos precessam ao redor, ou circundam, o pólo do plano de Laplace do Sistema Solar. Em grandes eixos semi-maiores, o plano de Laplace é deformado em direção ao plano da órbita do Planeta Nove. Isso faz com que os pólos orbitais dos ETNO, em média, sejam inclinados para um lado e suas longitudes do nó ascendente sejam agrupados.

#### Objetos em órbitas perpendiculares com grande semieixo maior

As órbitas dos cinco objetos com órbitas de alta inclinação (quase perpendiculares à eclíptica) são mostradas aqui como elipses ciano com o hipotético Planeta Nove em laranja

O Planeta Nove pode entregar objetos transnetuniano extremos (ETNO) em órbitas quase perpendiculares à eclíptica. Vários objetos com altas inclinações, maiores que 50°, e grandes semieixo maior, acima de 250 UA, foram observados. Essas órbitas são produzidas quando alguns ETNO de baixa inclinação entram em uma ressonância secular com o Planeta Nove ao atingirem órbitas de baixa excentricidade. A ressonância faz com que suas excentricidades e inclinações aumentem, entregando os ETNO em órbitas perpendiculares com periélios baixos, onde são mais facilmente observados. Os ETNO então evoluem para órbitas retrógradas com menores excentricidades, após as quais passam por uma segunda fase de órbitas perpendiculares de alta excentricidade, antes de retornar às órbitas de baixa excentricidade e inclinação. A ressonância secular com o Planeta Nove envolve uma combinação linear dos argumentos da órbita e longitudes do periélio: Δϖ – 2ω. Ao contrário do mecanismo de Kozai, essa ressonância faz com que os objetos atinjam suas excentricidades máximas quando em órbitas quase perpendiculares. Nas simulações conduzidas por Konstantin Batygin e Morbidelli essa evolução foi relativamente comum, com 38% dos objetos estáveis passando por ela pelo menos uma vez. O argumento do periélio desses objetos estão agrupados próximos ou opostos ao do Planeta Nove e suas longitudes do nó ascendente estão agrupadas em torno de 90° em qualquer direção do Planeta Nove quando alcançam o periélio baixo. Isso está de acordo com as observações com as diferenças atribuídas a encontros distantes com os planetas gigantes conhecidos.

#### Órbitas de objetos de alta inclinação
Uma população de objetos transnetunianos (TNO) de alta inclinação com semieixo maior com menos de 100 UA pode ser gerada pelos efeitos combinados do Planeta Nove e de outros planetas gigantes. Os objetos transnetuniano extremos (ETNO) que entram em órbitas perpendiculares têm periélios baixos o suficiente para que suas órbitas se cruzem com as de Netuno ou outros planetas gigantes. Um encontro com um desses planetas pode reduzir o semieixo maior de um ETNO para abaixo de 100 UA, onde as órbitas do objeto não são mais controladas pelo Planeta Nove, deixando-o em uma órbita como 2008 KV42. A distribuição orbital prevista do mais longevo desses objetos não é uniforme. A maioria teria órbitas com periélios variando de 5 UA a 35 UA e inclinações abaixo de 110°; além de uma lacuna com poucos objetos, haveria outros com inclinações próximas a 150° e periélios próximos a 10 UA. Anteriormente, foi proposto que esses objetos se originaram na Nuvem de Oort, uma nuvem teórica de planetesimais gelados em torno do Sol a distâncias de 2.000 a 200.000 UA. Em simulações sem o Planeta Nove, um número insuficiente é produzido a partir da nuvem de Oort em relação às observações, no entanto. Alguns dos TNO de alta inclinação podem se tornar um troiano retrógrado de Júpiter.

#### Nuvem de Oort e cometas
O Planeta Nove alteraria as regiões de origem e a distribuição de inclinação dos cometas. Nas simulações da migração dos planetas gigantes descritos pelo modelo de Nice, menos objetos são capturados na nuvem de Oort quando o Planeta Nove é incluído. Outros objetos seriam capturados em uma nuvem de objetos controlados dinamicamente pelo Planeta Nove. Esta nuvem do Planeta Nove, composta de objetos transnetuniano extremos (ETNO) e objetos perpendiculares, se estenderia de semieixo maior de 200 UA a 3.000 UA e conteria aproximadamente 0.3 a 0.4 massas terrestres. Quando o periélio de objetos na nuvem do Planeta Nove cai baixo o suficiente para que eles encontrem os outros planetas, alguns seriam espalhados em órbitas que entram no Sistema Solar interno, onde podem ser observados como cometas. Se o Planeta Nove existir, eles representariam cerca de um terço dos cometas do tipo Halley. As interações com o Planeta Nove também aumentariam as inclinações dos objetos de disco espalhados que cruzam sua órbita. Isso pode resultar em mais inclinações moderadas de 15° a 30° do que as observadas. As inclinações dos cometas da família de Júpiter derivados dessa população também teriam uma distribuição de inclinação mais ampla do que a observada. Estimativas recentes de uma massa e excentricidade menores para o Planeta Nove reduziriam seu efeito sobre essas inclinações.

#### Estimativa de 2019
Em fevereiro de 2019, o total de objetos transnetuniano extremos (ETNO) que se encaixam na hipótese original de ter semieixo maior de mais de 250 UA aumentou para 14 objetos. Os parâmetros de órbita para o Planeta Nove preferidos por Konstantin Batygin e Michael E. Brown após uma análise usando esses objetos foram:
- Semieixo maior de 400 a 500 UA;
- Excentricidade orbital de 0.15 a 0.3;
- Inclinação orbital em torno de 20°;
- Massa de cerca de 5 massas terrestres.

#### Modelo atualizado
Em agosto de 2021, Konstantin Batygin e Michael E. Brown reanalisaram os dados relacionados às observações de objetos transnetuniano extremos (ETNO), levando em conta vieses observacionais, que as observações eram mais prováveis em algumas direções do que em outras. Eles afirmaram que o agrupamento orbital observado "permanece significativo a um nível de confiança de 99.6%". Combinando vieses observacionais com simulações numéricas, eles previram as características do Planeta Nove:
- Massa de 6.2+2.2
−1.3 massas terrestres;
- Semieixo maior de 380+140
−80 UA;
- Periélio de 300+85
−60 UA;
- Inclinação orbital de 16±5°;[1]

### Recepção
Konstantin Batygin foi cauteloso ao interpretar os resultados da simulação desenvolvida para seu artigo de pesquisa e Michael E. Brown, dizendo: "Até que o Planeta Nove seja capturado por uma câmera, eu não conto como real. Tudo o que temos agora é um eco". Brown estima a probabilidade da existência do Planeta Nove em cerca de 90%. Gregory P. Laughlin, um dos poucos pesquisadores que conhecia este artigo com antecedência, dá uma estimativa de 68.3%. Outros cientistas céticos exigem mais dados em termos de objetos do cinturão de Kuiper (KBO) adicionais a serem analisados ou evidências finais por meio de confirmação fotográfica. Brown, embora concorde com o ponto de vista dos céticos, ainda pensa que há dados suficientes para montar uma busca por um novo planeta.
A hipótese do Planeta Nove é apoiada por vários astrônomos e acadêmicos. James L. Green, diretor do Science Mission Directorate da NASA, disse: "a evidência é mais forte agora do que antes". Mas Green também alertou sobre a possibilidade de outras explicações para o movimento observado de objetos transnetuniano extremos (ETNO) distantes e, citando Carl Sagan, ele disse, "alegações extraordinárias requerem evidências extraordinárias". O professor Thomas Levenson do Instituto de Tecnologia de Massachusetts concluiu que, por enquanto, o Planeta Nove parece a única explicação satisfatória para tudo o que agora se sabe sobre as regiões externas do Sistema Solar. O astrônomo Alessandro Morbidelli, que revisou o artigo de pesquisa para o The Astronomical Journal, concordou, dizendo: "Não vejo nenhuma explicação alternativa àquela oferecida por Batygin e Brown".
A astrônoma Renu Malhotra permanece agnóstico sobre o Planeta Nove, mas notou que ela e seus colegas descobriram que as órbitas dos ETNO parecem inclinadas de uma forma que é difícil de explicar de outra forma. "A quantidade de dobra que vemos é simplesmente louca", disse ela. "Para mim, é a evidência mais intrigante do Planeta Nove que encontrei até agora".
Outras autoridades têm vários graus de ceticismo. O astrofísico americano Ethan Siegel, que já especulou que os planetas podem ter sido ejetados do Sistema Solar durante uma instabilidade dinâmica inicial, é cético quanto à existência de um planeta desconhecido no Sistema Solar. Em um artigo de 2018 discutindo uma pesquisa que não encontrou evidências de agrupamento das órbitas dos ETNO, ele sugere que o agrupamento observado anteriormente pode ter sido o resultado de viés de observação e afirma que a maioria dos cientistas pensa que o Planeta Nove não existe. O cientista planetário Harold F. Levison pensa que a chance de um objeto ejetado terminar na nuvem de Oort interna é de apenas 2%, e especula que muitos objetos devem ter sido lançados além da nuvem de Oort se um entrou em uma órbita estável.
Algum ceticismo em relação à hipótese do Planeta Nove surgiu em 2020, com base nos resultados do Outer Solar System Origins Survey (OSSOS) e do Dark Energy Survey (DES). Com o OSSOS documentando mais de 800 objetos transnetunianos e o DES descobrindo 316 novos. Ambas as pesquisas ajustaram-se para o viés observacional e concluíram que dos objetos observados não haviam evidências de agrupamento. Os autores vão além para explicar que praticamente todas as órbitas dos objetos podem ser explicadas por fenômenos físicos em vez de um nono planeta como proposto por Batygin e Brown. A autora de um dos estudos, Samantha Lawler, disse que a hipótese do Planeta Nove proposta por Batygin e Brown "não se sustenta em observações detalhadas" apontando o tamanho amostral muito maior de 800 objetos em comparação com os 14 muito menores e que conclusivos estudos baseados em tais objetos eram "prematuros". Ela foi além para explicar o fenômeno dessas órbitas extremas poderia ser devido à ocultação gravitacional de Netuno quando ele migrou para o exterior no início da história do Sistema Solar.

## Hipóteses alternativas

### Agrupamento temporário ou coincidência
Os resultados do Outer Solar System Origins Survey (OSSOS) sugerem que o agrupamento observado é o resultado de uma combinação de viés de observação e estatísticas de pequeno número. OSSOS, um levantamento bem caracterizado do Sistema Solar exterior com vieses conhecidos, observou oito objetos com semieixo maior > 150 UA com órbitas orientadas em uma ampla gama de direções. Após levar em conta os vieses observacionais da pesquisa, nenhuma evidência para os argumentos de agrupamento do periélio (ω) identificados por Chad Trujillo e Scott S. Sheppard foi vista, e a orientação das órbitas dos objetos com o maior semieixo maior foi estatisticamente consistente com ser aleatório. Pedro Bernardinelli e seus colegas também descobriram que os elementos orbitais dos objetos transnetuniano extremos (ETNO) encontrados pelo Dark Energy Survey (DES) não mostraram evidências de agrupamento. No entanto, eles também notaram que a cobertura do céu e o número de objetos encontrados foram insuficientes para mostrar que não havia o Planeta Nove. Um resultado semelhante foi encontrado quando essas duas pesquisas foram combinadas com uma pesquisa de Trujillo e Sheppard. Estes resultados diferem de uma análise de tendências de descoberta nos ETNO observados anteriormente por Michael E. Brown. Ele descobriu que depois que os vieses de observação foram contabilizados, o agrupamento de longitudes do periélio de 10 ETNO conhecidos seria observado apenas 1.2% do tempo se sua distribuição real fosse uniforme. Quando combinada com as chances de agrupamento observado dos argumentos do periélio, a probabilidade foi de 0.025%. Uma análise posterior dos vieses de descoberta de 14 ETNO por Konstantin Batygin e Brown determinou a probabilidade do agrupamento observado das longitudes do periélio e das localizações dos polos orbitais ser de 0.2%.
Simulações de 15 objetos conhecidos evoluindo sob a influência do Planeta Nove também revelaram diferenças nas observações. Cory Shankman e seus colegas incluíram o Planeta Nove em uma simulação de muitos clones (objetos com órbitas semelhantes) de 15 objetos com semieixo maior > 150 UA e periélio > 30 UA. Enquanto eles observaram o alinhamento das órbitas opostas às do Planeta Nove para os objetos com semieixo maior, maior que 250 UA, o agrupamento dos argumentos do periélio não foi visto. Suas simulações também mostraram que o periélio dos ETNO subia e descia suavemente, deixando muitos com distâncias de periélio entre 50 UA e 70 UA onde nenhum havia sido observado, e previu que haveria muitos outros objetos não observados. Estes incluíam um grande reservatório de objetos de alta inclinação que teriam sido perdidos devido à maioria das observações sendo em pequenas inclinações, e uma grande população de objetos com periélios tão distantes que seriam muito fracos para serem observados. Muitos dos objetos também foram ejetados do Sistema Solar depois de encontrar outros planetas gigantes. As grandes populações não observadas e a perda de muitos objetos levaram Shankman et al. para estimar que a massa da população original era de dezenas de massas terrestres, exigindo que uma massa muito maior tivesse sido ejetada durante o início do Sistema Solar. Shankman et al. concluiu que a existência do Planeta Nove é improvável e que o alinhamento atualmente observado dos ETNO existentes é um fenômeno temporário que irá desaparecer à medida que mais objetos forem detectados.

### Instabilidade de inclinação em um disco massivo
Ann-Marie Madigan e Michael McCourt postulam que uma instabilidade de inclinação em um cinturão massivo distante é responsável pelo alinhamento dos argumentos do periélio dos objetos transnetuniano extremos (ETNO). Uma instabilidade de inclinação pode ocorrer em um disco de partículas com órbitas de alta excentricidade (e > 0.6) em torno de um corpo central, como o Sol. A autogravidade desse disco causaria sua organização espontânea, aumentando as inclinações dos objetos e alinhando os argumentos do periélio, formando-o em um cone acima ou abaixo do plano original. Esse processo exigiria um tempo prolongado e uma massa significativa do disco, da ordem de um bilhão de anos para um disco com 1 a 10 de massas terrestres. Michael E. Brown considera o Planeta Nove uma explicação mais provável, observando que as pesquisas atuais não revelaram um disco espalhado grande o suficiente para produzir uma "instabilidade de inclinação". Nas simulações do modelo de Nice do Sistema Solar que incluíam a autogravidade do disco planetesimal, não ocorreu instabilidade de inclinação. Em vez disso, a simulação produziu uma rápida precessão das órbitas dos objetos e a maioria dos objetos foi ejetada em uma escala de tempo muito curta para que ocorresse uma instabilidade de inclinação. Em 2020, Madigan e colegas mostraram que a instabilidade da inclinação exigiria 20 massas terrestres em um disco de objetos com semieixo maior de algumas centenas de UA. Uma instabilidade de inclinação neste disco também poderia reproduzir a lacuna observada nas distâncias do periélio dos ETNO, e o alinhamento absidal observado após a instabilidade de inclinação dado tempo suficiente.

### Pastoreamento por um disco massivo
Antranik Sefilian e Jihad Touma propõem que um grande disco de objetos transnetunianos (TNO) moderadamente excêntricos é responsável pelo agrupamento das longitudes do periélio dos objetos transnetuniano extremos (ETNO). Este disco conteria 10 massas terrestres de TNO com órbitas alinhadas e excentricidades que aumentavam com seus semieixos maiores variando de 0 a 0.165. Os efeitos gravitacionais do disco compensariam a precessão direta impulsionada pelos planetas gigantes, de modo que as orientações orbitais de seus objetos individuais fossem mantidos. As órbitas de objetos com altas excentricidades, como os ETNO observados, seriam estáveis e teriam orientações aproximadamente fixas, ou longitudes do periélio, se suas órbitas fossem anti-alinhadas com este disco. Embora Michael E. Brown pense que o disco proposto pode explicar o agrupamento observado dos ETNO, ele acha implausível que o disco possa sobreviver ao longo da idade do Sistema Solar. Konstantin Batygin pensa que não há massa suficiente no cinturão de Kuiper para explicar a formação do disco e pergunta "por que o disco protoplanetário terminaria perto de 30 UA e reiniciaria depois de 100 UA?"

### Planeta em órbita de baixa excentricidade
| Corpo              | Período baricêntrico (anos) | Proporção           |
| ------------------ | --------------------------- | ------------------- |
| 2013 GP136         | 1.830                       | 9:1                 |
| 2000 CR105         | 3.304                       | 5:1                 |
| 2012 VP113         | 4.300                       | 4:1                 |
| 2004 VN112         | 5.900                       | 3:1                 |
| 2010 GB174         | 6.600                       | 5:2                 |
| 90377 Sedna        | ≈ 11.400                    | 3:2                 |
| Planeta hipotético | ≈ 17.000                    | 1:1 (por definição) |

A hipótese do Planeta Nove inclui um conjunto de previsões sobre a massa e a órbita do planeta. Uma teoria alternativa prevê um planeta com diferentes parâmetros orbitais. Renu Malhotra, Kathryn Volk e Xianyu Wang propuseram que os quatro objetos destacados com os períodos orbitais mais longos, aqueles com periélios acima de 40 UA e semieixos maiores maiores que 250 UA, estão em movimento médio de ressonâncias n:1 ou n:2 com um planeta hipotético. Dois outros objetos com semieixos maiores, maiores que 150 UA também estão potencialmente em ressonância com este planeta. O planeta proposto poderia estar em uma excentricidade mais baixa, órbita de baixa inclinação, com excentricidade e < 0.18 e inclinação i ≈ 11°. A excentricidade é limitada neste caso pela exigência de que as aproximações próximas de 2010 GB174 ao planeta sejam evitadas. Se os objetos transnetuniano extremos (ETNO) estão em órbitas periódicas de terceiro tipo, com sua estabilidade aumentada pela libração de seus argumentos do periélio, o planeta poderia estar em uma órbita de inclinação superior, com i ≈ 48°. Ao contrário de Michael E. Brown e Konstantin Batygin, Malhotra, Volk e Wang não especificam que a maioria dos objetos destacados distantes teriam órbitas anti-alinhadas com o planeta massivo.

### Alinhamento devido ao mecanismo de Kozai
Chad Trujillo e Scott S. Sheppard argumentaram em 2014 que um planeta massivo em uma órbita circular com uma distância média entre 200 UA a 300 UA foi responsável pelo agrupamento dos argumentos do periélio de 12 objetos transnetunianos (TNO) com grandes semi-eixos maiores. Trujillo e Sheppard identificaram um agrupamento próximo a 0° dos argumentos do periélio das órbitas de 12 TNO com periélios maiores que 30 UA e semieixos maiores, maiores que 150 UA. Depois que simulações numéricas mostraram que os argumentos do periélio deveriam circular em taxas variáveis, deixando-os randomizados após bilhões de anos, eles sugeriram que um planeta massivo em uma órbita circular em algumas centenas de unidades astronômicas era responsável por esse agrupamento. Este planeta massivo faria com que os argumentos do periélio dos TNO librassem cerca de 0° ou 180° através do mecanismo de Kozai, de modo que suas órbitas cruzassem o plano da órbita do planeta perto do periélio e afélio, os pontos mais próximos e distantes do planeta. Em simulações numéricas, incluindo um corpo de 2 a 15 massas terrestres em uma órbita circular de baixa inclinação entre 200 UA a 300 UA, os argumentos dos periélios de 90377 Sedna e 2012 VP113 libraram em torno de 0° por bilhões de anos (embora os objetos do periélio inferior não o fizessem) e passou por períodos de libração com um objeto de massa de Netuno em uma órbita de alta inclinação a 1.500 UA. Outro processo, como uma estrela que passa, seria necessário para explicar a ausência de objetos com argumentos de periélio próximos a 180°.
Essas simulações mostraram a ideia básica de como um único planeta grande pode conduzir os TNO menores a tipos semelhantes de órbitas. Eles foram simulações de prova de conceito básicas que não obtiveram uma órbita única para o planeta, pois afirmam que existem muitas configurações orbitais possíveis que o planeta poderia ter. Assim, eles não formularam totalmente um modelo que incorporasse com sucesso todo o agrupamento dos objetos transnetuniano extremos (ETNO) com uma órbita para o planeta. Mas eles foram os primeiros a perceber que havia um agrupamento nas órbitas dos TNO e que a razão mais provável era de um planeta distante massivo desconhecido. Seu trabalho é muito semelhante a como Alexis Bouvard notou que o movimento de Urano era peculiar e sugeriu que provavelmente se tratava de forças gravitacionais de um 8.º planeta desconhecido, que levaram à descoberta de Netuno.
Raúl e Carlos de la Fuente Marcos propuseram um modelo semelhante, mas com dois planetas distantes em ressonância. Uma análise de Carlos e Raúl de la Fuente Marcos com Sverre J. Aarseth confirmou que o alinhamento observado dos argumentos do periélio não poderia ser devido ao viés observacional. Eles especularam que, em vez disso, foi causado por um objeto com uma massa entre a de Marte e Saturno que orbitava a cerca de 200 UA do Sol. Como Trujillo e Sheppard, eles teorizaram que os TNO são mantidos agrupados por um mecanismo de Kozai e compararam seu comportamento ao do Cometa 96P/Machholz sob a influência de Júpiter. Eles também se esforçaram para explicar o alinhamento orbital usando um modelo com apenas um planeta desconhecido e, portanto, sugeriram que este próprio planeta está em ressonância com um mundo mais massivo a cerca de 250 UA do Sol. Em seu artigo, Konstantin Batygin e Michael E. Brown observaram que o alinhamento dos argumentos do periélio próximo a 0° ou 180° por meio do mecanismo de Kozai requer uma proporção dos semieixo maior quase igual a 1, indicando que vários planetas com órbitas sintonizadas com o conjunto de dados seriam ser exigida, tornando esta explicação muito difícil de manejar.

### Buraco negro primordial
Em 2019, Jakub Scholtz e James Unwin propuseram que um buraco negro primordial fosse responsável pelo agrupamento das órbitas dos objetos transnetuniano extremos (ETNO). Sua análise dos dados de lentes gravitacionais da OGLE revelou uma população de objetos de massa planetária na direção da protuberância galáctica mais numerosa do que a população local de estrelas. Eles propõem que, em vez de planetas flutuantes livres, esses objetos são buracos negros primordiais. Uma vez que sua estimativa do tamanho desta população é maior do que a população estimada de planetas flutuantes a partir de modelos de formação planetária, eles argumentam que a captura de um hipotético buraco negro primordial seria mais provável do que a captura de um planeta flutuante livre. Isso também poderia explicar por que um objeto responsável por perturbar as órbitas dos ETNO, se existe, ainda não foi visto. Um método de detecção foi proposto no artigo, afirmando que o buraco negro é muito frio para ser detectado sobre o CMB, mas a interação com a matéria escura circundante produziria raios gama detectáveis pelo FERMILAT. Konstantin Batygin comentou sobre isso, dizendo que embora seja possível para o Planeta Nove ser um buraco negro primordial, atualmente não há evidências suficientes para tornar essa ideia mais plausível do que qualquer outra alternativa. Edward Witten propôs uma frota de sondas aceleradas por pressão de radiação que poderiam descobrir a localização de um buraco negro primordial do Planeta Nove, no entanto Thiem Hoang e Avi Loeb mostraram que qualquer sinal seria dominado pelo ruído do meio interestelar. Amir Siraj e Avi Loeb propuseram um método para o Observatório Vera C. Rubin detectar flares de qualquer buraco negro de baixa massa no Sistema Solar externo, incluindo um possível buraco negro primordial do Planeta Nove.

## Tentativas de detecção

### Visibilidade e localização
Devido à sua extrema distância do Sol, o Planeta Nove refletiria pouca luz solar, potencialmente evitando observação por telescópio. Espera-se que tenha uma magnitude aparente mais fraca que 22, tornando-o pelo menos 600 vezes mais fraco que Plutão. Se o Planeta Nove existe e está perto do periélio, os astrônomos poderiam identificá-lo com base nas imagens existentes. No afélio, os maiores telescópios seriam necessários, mas se o planeta estiver atualmente localizado no meio, muitos observatórios poderiam localizar o Planeta Nove. Estatisticamente, é mais provável que o planeta esteja perto de seu afélio a uma distância superior a 600 UA. Isso ocorre porque os objetos se movem mais lentamente quando próximos de seu afélio, de acordo com a segunda lei de Kepler. Um estudo de 2019 estimou que o Planeta Nove, se existir, pode ser menor e mais próximo do que se pensava originalmente. Isso tornaria o planeta hipotético mais brilhante e mais fácil de localizar, com uma magnitude aparente de 21 a 22. De acordo com o professor da Universidade de Michigan, Fred Adams, nos próximos 10 a 15 anos, o Planeta Nove será observável ou dados suficientes terão sido coletados para descartar sua existência.

### Pesquisas de dados existentes
A pesquisa de bancos de dados de objetos estelares por Konstantin Batygin e Michael E. Brown já excluiu grande parte do céu ao longo da órbita prevista do Planeta Nove. As regiões restantes incluem a direção de seu afélio, onde seria muito fraco para ser detectado por essas pesquisas, e próximo ao plano da Via Láctea, onde seria difícil distingui-lo das numerosas estrelas. Esta pesquisa incluiu os dados de arquivo do Catalina Sky Survey para magnitude c. 19, Pan-STARRS com magnitude 21.5 e dados infravermelhos do satélite Wide-field Infrared Survey Explorer (WISE). Mais recentemente, eles também pesquisaram a liberação de dados do primeiro ano do Zwicky Transient Facility sem identificar o Planeta Nove.
Outros pesquisadores vêm conduzindo pesquisas de dados existentes. David Gerdes, que ajudou a desenvolver a câmera usada na Dark Energy Survey (DES), afirma que o software projetado para identificar objetos distantes do Sistema Solar, como 2014 UZ224, poderia encontrar o Planeta Nove se fosse fotografado como parte dessa pesquisa, que cobriu um quarto do sul do céu. Michael Medford e Danny Goldstein, estudantes de graduação da Universidade da Califórnia em Berkeley, também estão examinando dados arquivados usando uma técnica que combina imagens tiradas em momentos diferentes. Usando um supercomputador, eles compensarão as imagens para contabilizar o movimento calculado do Planeta Nove, permitindo que muitas imagens fracas de um objeto em movimento fraco sejam combinadas para produzir uma imagem mais brilhante. Uma pesquisa combinando várias imagens coletadas por dados WISE e NEOWISE também foi realizada sem detectar o Planeta Nove. Esta pesquisa cobriu regiões do céu distantes do plano galáctico no comprimento de onda "W1" (o comprimento de onda de 3.4 μm usado pelo WISE) e estima-se que seja capaz de detectar um objeto com 10 massas terrestres a distâncias de 800 a 900 UA.

### Pesquisas em andamento
Como o planeta está previsto para ser visível no hemisfério norte, a busca primária deve ser realizada usando o telescópio Subaru, que tem uma abertura grande o suficiente para ver objetos fracos e um amplo campo de visão para encurtar a busca. Duas equipes de astrônomos, Konstantin Batygin e Michael E. Brown, bem como Chad Trujillo e Scott S. Sheppard, estão realizando essa pesquisa em conjunto, e as duas equipes esperam que a pesquisa leve até cinco anos. Brown e Batygin inicialmente reduziram a busca pelo Planeta Nove para cerca de 2.000 graus quadrados de céu perto da constelação de Orion, uma faixa de espaço que Batygin acredita que poderia ser coberta em cerca de 20 noites pelo Telescópio Subaru. Refinamentos subsequentes por Batygin e Brown reduziram o espaço de busca para 600 a 800 graus quadrados do céu. Em dezembro de 2018, eles passaram 4 meias-noites e 3 noites inteiras observando com o telescópio Subaru. Devido à indefinição do planeta hipotético, foi proposto que diferentes métodos de detecção sejam usados ao procurar por um planeta de massa da super-Terra, desde o uso de diferentes telescópios até o uso de várias sondas. No final de abril e início de maio de 2020, Scott Lawrence e Zeeve Rogoszinski propuseram o último método para localizá-lo, já que várias sondas teriam vantagens que os telescópios terrestres não têm.

### Radiação
Embora um planeta distante como o Planeta Nove reflita pouca luz, devido à sua grande massa, ele ainda estaria irradiando o calor de sua formação à medida que esfria. Em sua temperatura estimada de 47 K (−226.2 °C), o pico de suas emissões seria nos comprimentos de onda do infravermelho. Esta assinatura de radiação poderia ser detectada por telescópios submilimétricos baseados na Terra, como o Atacama Large Millimeter Array (ALMA), e uma pesquisa poderia ser conduzida por experimentos cósmicos de fundo em micro-ondas operando em comprimentos de onda mm. Uma busca em parte do céu usando dados arquivados do Telescópio Cosmológico do Atacama não detectou o Planeta Nove. James L. Green, do Science Mission Directorate da NASA, está otimista de que isso possa ser observado pelo Telescópio Espacial James Webb, o sucessor do Telescópio Espacial Hubble, que deve ser lançado em 2021.

### Ciência cidadã
O projeto Zooniverse Backyard Worlds, originalmente iniciado em fevereiro de 2017, que usava dados de arquivo do telescópio espacial Wide-field Infrared Survey Explorer (WISE) para pesquisar o Planeta Nove. O projeto também buscará objetos subestelares como anãs marrons nas vizinhanças do Sistema Solar. 32.000 animações de 4 imagens cada, que constituem 3% dos dados do telescópio WISE, foram enviados para o site Backyard Worlds. Ao procurar objetos em movimento nas animações, os cientistas cidadãos podem encontrar o Planeta Nove.
Em abril de 2017, usando dados do telescópio SkyMapper no Observatório de Siding Spring, cientistas cidadãos na plataforma Zooniverse relataram 4 candidatos para o Planeta Nove. Esses candidatos serão acompanhados por astrônomos para determinar sua viabilidade. O projeto, que teve início em 28 de março de 2017, completou suas metas em menos de 3 dias, com cerca de 5 milhões de classificações por mais de 60.000 pessoas.
O projeto Zooniverse Catalina Outer Solar System Survey, iniciado em agosto de 2020, está usando dados arquivados do Catalina Sky Survey para pesquisar objetos transnetunianos (TNO). Dependendo do tamanho, distância e magnitude, os cientistas cidadãos podem ser capazes de encontrar o Planeta Nove.

## Tentativas de prever a localização

### Medidas daCassinida órbita de Saturno
Observações precisas da órbita de Saturno usando dados da Cassini sugerem que o Planeta Nove não poderia estar em certas seções de sua órbita proposta porque sua gravidade causaria um efeito perceptível na posição de Saturno. Este dado não prova nem desmente que o Planeta Nove existe.
Uma análise inicial de Fienga, Laskar, Manche e Gastineau usando dados da Cassini para pesquisar os resíduos orbitais de Saturno, pequenas diferenças com sua órbita prevista devido ao Sol e aos planetas conhecidos, era inconsistente com o planeta Nove sendo localizado com uma anomalia verdadeira, o localização ao longo de sua órbita em relação ao periélio, de -130° a -110° ou -65° a 85°. A análise, usando os parâmetros orbitais de Konstantin Batygin e Michael E. Brown para o Planeta Nove, sugere que a falta de perturbações na órbita de Saturno é melhor explicada se o Planeta Nove estiver localizado em uma anomalia verdadeira de 117.8°+11°
−10°. Neste local, o Planeta Nove estaria a aproximadamente 630 UA do Sol, com ascensão reta próxima a 2h e declinação próxima a -20°, na constelação de Cetus. Em contraste, se o planeta putativo está próximo ao afélio, ele estaria localizado próximo à ascensão reta 3.0h a 5.5h e declinação -1° a 6°.
Uma análise posterior dos dados da Cassini pelos astrofísicos Matthew J. Holman e Matthew Payne reforçou as restrições sobre as possíveis localizações do Planeta Nove. Holman e Payne desenvolveram um modelo mais eficiente que lhes permitiu explorar uma gama mais ampla de parâmetros do que a análise anterior. Os parâmetros identificados usando esta técnica para analisar os dados da Cassini foram então interceptados com as restrições dinâmicas de Batygin e Brown na órbita do Planeta Nove. Holman e Payne concluíram que o Planeta Nove provavelmente está localizado a 20° de RA = 40°, Dec = −15°, em uma área do céu perto da constelação de Cetus.
William Folkner, um cientista planetário do Jet Propulsion Laboratory (JPL), afirmou que a sonda espacial Cassini não estava experimentando desvios inexplicáveis em sua órbita ao redor de Saturno. Um planeta desconhecido afetaria a órbita de Saturno, não da Cassini. Isso poderia produzir uma assinatura nas medições da Cassini, mas o JPL não viu nenhuma assinatura inexplicável nos dados da Cassini.

### Análise da órbita de Plutão
Uma análise em 2016 da órbita de Plutão por Matthew J. Holman e Matthew Payne encontrou perturbações muito maiores do que o previsto por Konstantin Batygin e a órbita proposta de Michael E. Brown para o Planeta Nove. Holman e Payne sugeriram 3 explicações possíveis: erros sistemáticos nas medições da órbita de Plutão; uma massa não modelada no Sistema Solar, como um pequeno planeta na faixa de 60 a 100 UA (potencialmente explicando o penhasco de Kuiper); ou um planeta mais massivo ou mais próximo do Sol, em vez do planeta previsto por Batygin e Brown.

### Órbitas de cometas quase parabólicos
Uma análise das órbitas de cometas com órbitas quase parabólicas identifica 5 novos cometas com órbitas hiperbólicas que se aproximam da órbita nominal do Planeta Nove descrita no artigo inicial de Konstantin Batygin e Michael E. Brown. Se essas órbitas são hiperbólicas devido a encontros próximos com o Planeta Nove, a análise estima que o Planeta Nove está atualmente perto do afélio com uma ascensão reta de 83 a 90° e uma declinação de 8 a 10°. Scott S. Sheppard, que é cético em relação a esta análise, observa que muitas forças diferentes influenciam as órbitas dos cometas.

### Ocultações por troianos de Júpiter
Malena Rice e Gregory P. Laughlin propuseram que uma rede de telescópios fosse construída para detectar ocultações por troianos de Júpiter. O tempo dessas ocultações forneceria astrometria precisa desses objetos, permitindo que suas órbitas fossem monitoradas para variações devido à maré do Planeta Nove.

## Tentativas de prever o semieixo maior
Uma análise de Sarah Millholland e Gregory P. Laughlin identificou um padrão de comensurabilidades (proporções entre períodos orbitais de pares de objetos consistentes com ambos estarem em ressonância com outro objeto) dos objetos transnetuniano extremos (ETNO). Eles identificam 5 objetos que estariam perto de ressonâncias com o Planeta Nove se ele tivesse um semieixo maior de 654 UA: 90377 Sedna (3:2), 2004 VN112 (3:1), 2012 VP113 (4:1), 2000 CR105 (5:1) e 2001 FP185 (5:1). Eles identificam este planeta como o Planeta Nove, mas propõem uma órbita diferente com uma excentricidade e ≈ 0.5, inclinação i ≈ 30°, argumento do periélio ω ≈ 150° e longitude do nó ascendente Ω ≈ 50° (o último difere de Konstantin Batygin e Michael E. Brown valor de 90°).
Carlos e Raúl de la Fuente Marcos também observam comensurabilidades entre os ETNO conhecidos semelhantes ao do cinturão de Kuiper, onde comensurabilidades acidentais ocorrem devido a objetos em ressonância com Netuno. Eles descobriram que alguns desses objetos estariam em ressonâncias 5:3 e 3:1 com um planeta que tinha um semieixo maior de ≈700 UA.

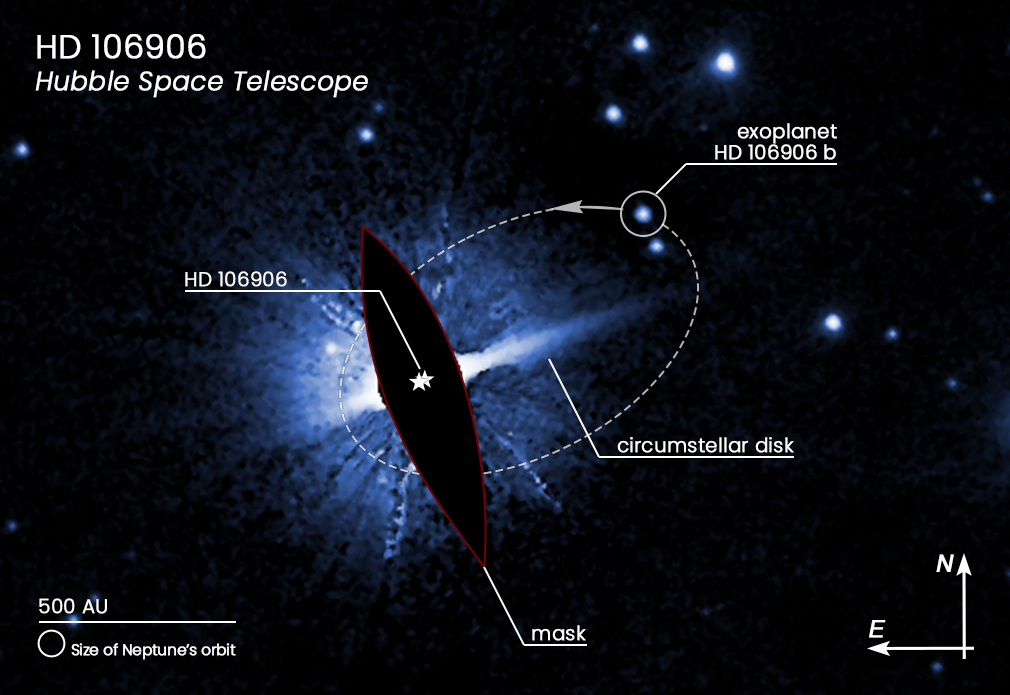
Uma possível órbita do exoplaneta com 11 massas de Júpiter, HD 106906 b

Três objetos com semieixos maiores, menores próximos a 172 UA (2013 UH15, 2016 QV89 e 2016 QU89) também foram propostos para estar em ressonância com o Planeta Nove. Esses objetos estariam em ressonância e anti-alinhados com o Planeta Nove se ele tivesse um semieixo maior de 315 UA, abaixo da faixa proposta por Batygin e Brown. Alternativamente, eles poderiam estar em ressonância com o Planeta Nove, mas ter orientações orbitais que circulam em vez de serem confinados pelo Planeta Nove se ele tivesse um semieixo maior de 505 UA.
Uma análise posterior de Elizabeth Bailey, Michael Brown e Konstantin Batygin descobriu que se o Planeta Nove estiver em uma órbita excêntrica e inclinada, a captura de muitos dos ETNO em ressonâncias de ordem superior e sua transferência caótica entre ressonâncias impedem a identificação dos semieixo maior usando observações atuais. Eles também determinaram que as chances dos primeiros 6 objetos observados estarem em relações de período N/1 ou N/2 com o Planeta Nove são menores que 5% se ele tiver uma órbita excêntrica.
No final de 2020, foi determinado que HD 106906 b, um candidato a exoplaneta, tinha uma órbita excêntrica que o levava para fora do disco de detritos de suas estrelas hospedeiras binárias. Sua órbita parece ser semelhante às previsões feitas para o semieixo maior do Planeta Nove e pode servir como um substituto para o Planeta Nove que ajuda a explicar como essas órbitas planetárias evoluem.

## Nomenclatura
O Planeta Nove não tem um nome oficial e não receberá nenhum a menos que sua existência seja confirmada por imagem. Apenas 2 planetas, Urano e Netuno, foram descobertos no Sistema Solar durante a história registrada. No entanto, muitos planetas menores, incluindo planetas anões como Plutão, asteroides e cometas foram descobertos e nomeados. Consequentemente, existe um processo bem estabelecido para nomear objetos recém-descobertos do Sistema Solar. Se o Planeta Nove for observado, a União Astronômica Internacional irá certificar um nome, com prioridade geralmente dada a um nome proposto por seus descobridores. É provável que seja um nome escolhido da mitologia romana ou grega.
Em seu artigo original, Konstantin Batygin e Michael E. Brown simplesmente se referiram ao objeto como "perturber", e somente em comunicados de imprensa posteriores eles usaram o "Planeta Nove". Eles também usaram os nomes "Jehoshaphat" e "George" (uma referência ao nome proposto por William Herschel para Urano) para o Planeta Nove. Brown declarou: "Na verdade, o chamamos de Phattie quando estamos apenas falando um com o outro". Em uma entrevista de 2019 com Derek Muller para o canal Veritasium do YouTube, Batygin também sugeriu informalmente, com base em uma petição em Change.org, nomear o planeta com o nome do cantor David Bowie e nomear quaisquer luas potenciais do planeta com o nome de personagens da canção de Bowie catálogo, como Ziggy Stardust ou Starman.
Piadas foram feitas conectando "Planeta Nove" ao filme de terror de ficção científica de Ed Wood de 1959, Plan 9 from Outer Space. Em conexão com a hipótese do Planeta Nove, o título do filme recentemente encontrou seu lugar no discurso acadêmico. Em 2016, um artigo intitulado Planet Nine from Outer Space sobre o planeta hipotético na região externa do Sistema Solar foi publicado na Scientific American. Várias palestras em conferências desde então usaram o mesmo jogo de palavras, como fez uma palestra de Brown dada em 2019.
Perséfone, a esposa da divindade Plutão, era um nome popular comumente usado na ficção científica para um planeta além de Netuno (veja Planetas fictícios do Sistema Solar). No entanto, é improvável que o Planeta Nove ou qualquer outro planeta conjecturado além de Netuno receba o nome de Perséfone uma vez que sua existência seja confirmada, pois já é o nome do asteroide 399 Persephone.
Em 2018, o cientista planetário Alan Stern se opôs ao nome Planeta Nove, dizendo: "É um esforço para apagar o legado de Clyde Tombaugh e é francamente insultuoso", sugerindo o nome de Planeta X até sua descoberta. Ele assinou uma declaração com 34 outros cientistas dizendo: "Acreditamos ainda que o uso deste termo [Planeta Nove] deve ser descontinuado em favor de termos cultural e taxonomicamente neutros para planetas, como Planeta X, Planeta Próximo ou Planeta Gigante Cinco". De acordo com Brown, "'Planeta X' não é uma referência genérica a algum planeta desconhecido, mas uma previsão específica de Percival Lowell que levou à descoberta (acidental) de Plutão. Nossa previsão não está relacionada a esta previsão."